# Sophroniste
Les sophronistes sont des magistrats militaires (également chargés de l'éducation), désignés par élection, de la démocratie athénienne. Ils sont au nombre de 10, soit un par tribu de l'Attique. Ils sont chargés de l'éducation des adolescents lors de leur éphébie. Ils doivent encadrer ces jeunes gens et pourvoir à leurs besoins (nourriture, logement).
Ils se chargent également de l'éducation morale des enfants dans les palestres en compagnie d'autres magistrats, dont les pédotribes.